# Magdaleno Mercado
Magdaleno Mercado   (La Experiencia, 4 d'abril de 1944 - 6 de març de 2020) fou un futbolista mexicà.

## Selecció de Mèxic
Va formar part de l'equip mexicà a la Copa del Món de 1966.